# 2019 Ван Альбада
2019 Ван Альбада (2019 van Albada) — астероїд головного поясу, відкритий 28 вересня 1935 року.
Тіссеранів параметр щодо Юпітера — 3,613.